# オシュコシュ・コーポレーション
オシュコシュ・コーポレーション（Oshkosh Corporation、オシュコシュ社）は、アメリカ合衆国の自動車関連企業、軍事・防衛関連企業である。以前はオシュコシュ・トラック（Oshkosh Truck）として活動していた。ウィスコンシン州オシュコシュ市に本社を置き、世界中で計約12,000人の従業員が就業している。

## 概要
オシュコシュ・コーポレーション（以下、オシュコシュ社）は1917年、ウィスコンシン・デュープレックス・オート・カンパニー（Wisconsin Duplex Auto Company）として、4輪駆動トラックの製造を目的として設立された。最初に製造された4輪駆動トラックは"オールド・ベッツィー"（Old Betsy）として知られており、現在もオシュコシュ社で保管されている。この車両は現在も走行可能で、デモンストレーションやパレードでしばしば使用されている。最初に量産された車両は2トントラックの"モデルA"で、1918年に7台製造された。その後、3.5トントラックの"モデルB"、5トントラックの"モデルF"が続いた。1933年の"モデルTR"は、初めてゴム製タイヤを装着した車両となった。
1953年にはアメリカ沿岸警備隊向けに、ARFF（Aircraft rescue and firefighting、飛行場で活動する消防車）を開発した。1976年にはアメリカ陸軍から744両のM911戦車運搬車の受注を取り付け、これが現在にいたるまでのアメリカ陸軍・海兵隊との多数の契約のスタートとなった。
現在のオシュコシュ社は、高所作業車などを取り扱う"アクセス・イクイップメント"（Access equipment）部門、軍用トラックや装輪装甲車を扱う"ディフェンス"（Defense）部門、救急車や消防車、レッカー車などを取り扱う"ファイア・アンド・エマージェンシー"（Fire and emergency）部門、民間向けのミキサー車などの特装車やクレーン車などを扱う"コマーシャル"（Commercial）部門の4つの部署より成り立っている。
2015年8月25日には、アメリカ軍の進める次期軍用車両の調達・配備計画である"JLTV"（Joint Light Tactical Vehicle, 統合軽戦術車両）計画の車種に、オシュコシュ社のL-ATVが選定された。JLTVは現在アメリカ軍で広く使用されているハンヴィーシリーズの後継車種になる事を目的としており、第一弾の契約では約67.5億ドルの予算で17,000両のL-ATVが導入される予定で、最終的には53,582両が総額535億ドルで調達される大型契約となる予定である。

## 製品の例

### アクセス・イクイップメント
- ブームリフト
- テレハンドラー
- シザースリフト
- 荷役用トレーラー

### ディフェンス

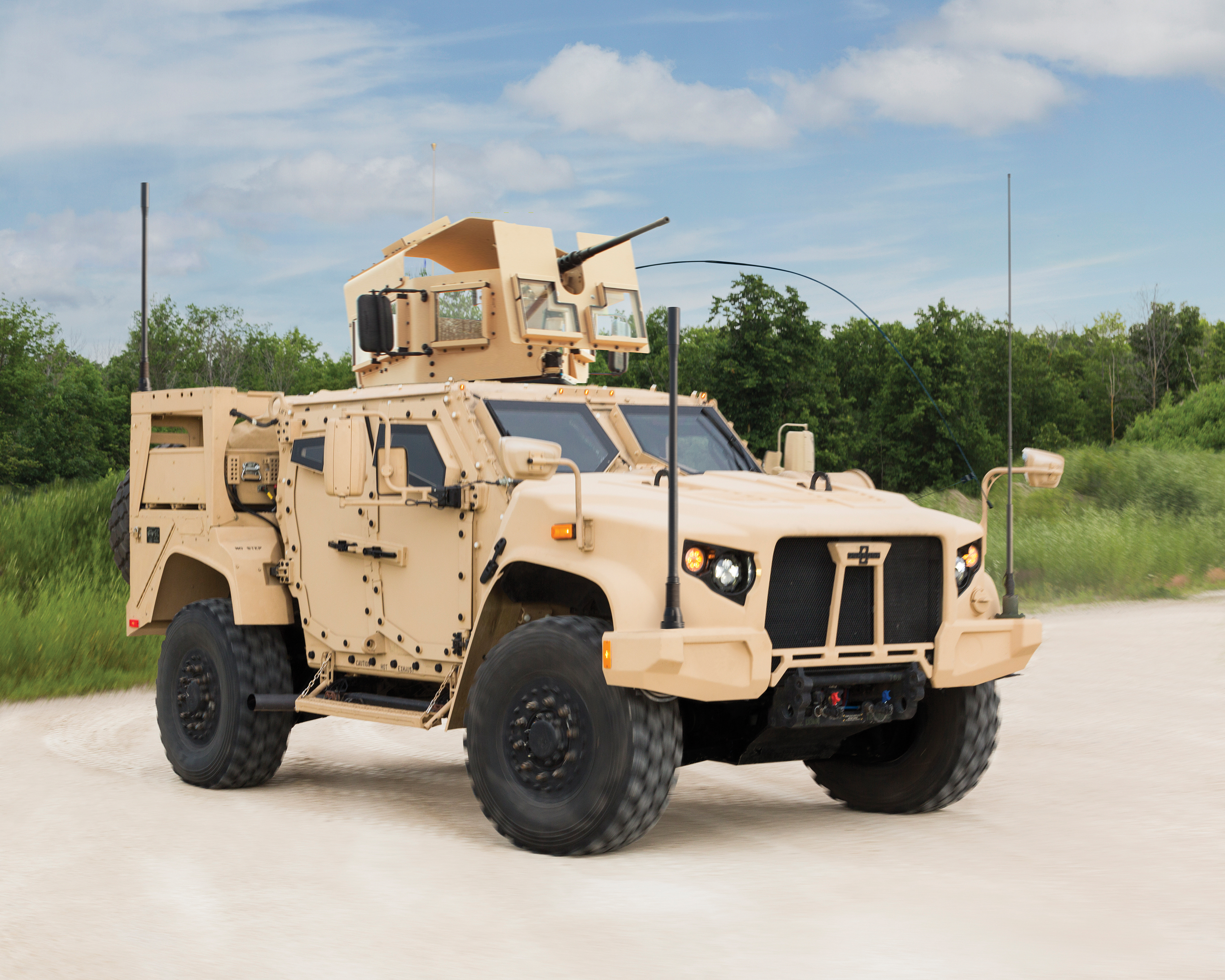
L-ATV - JLTV計画の選定車種[8][9]。
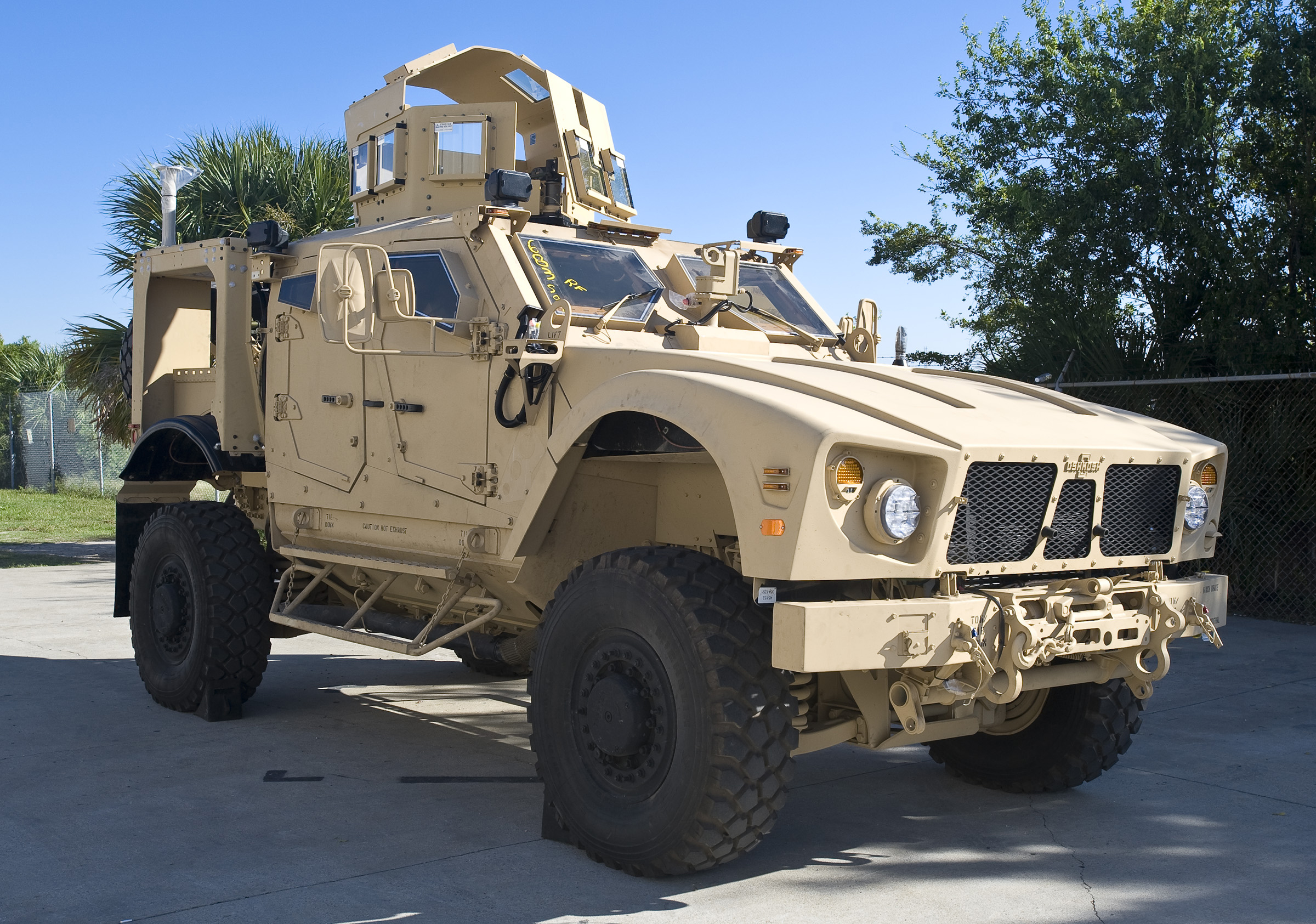
M-ATV[9] - アフガニスタンでの作戦向けに機動性を改善したMRAPの車種。
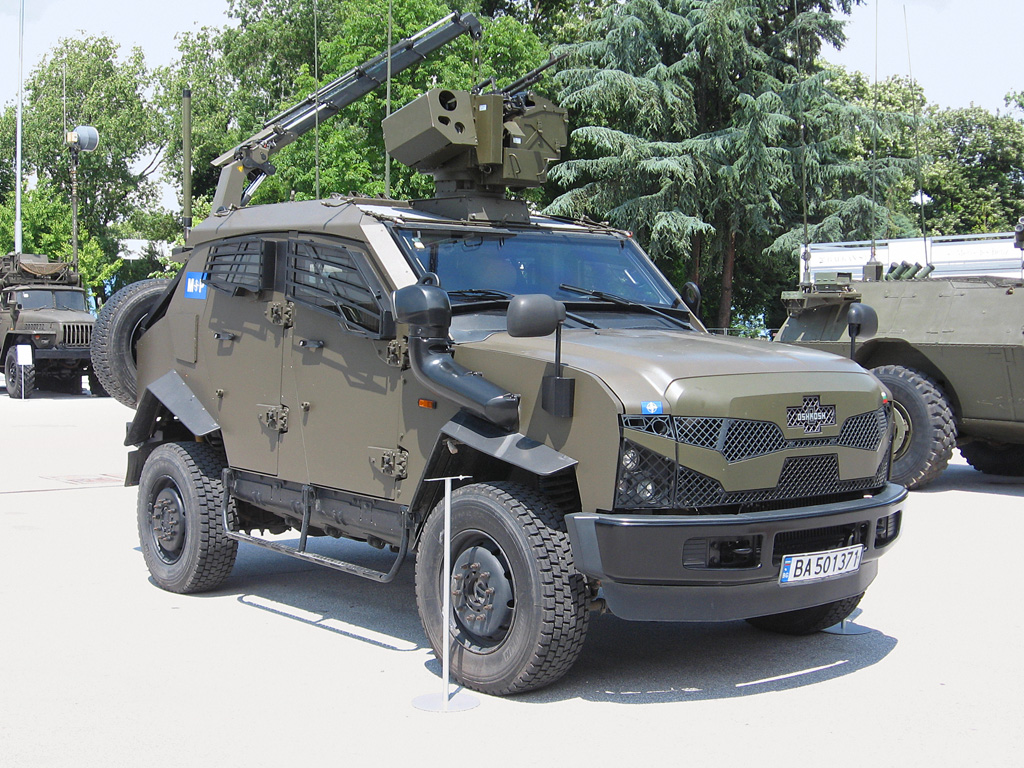
サンドキャット[9] - イスラエル製の歩兵機動車。
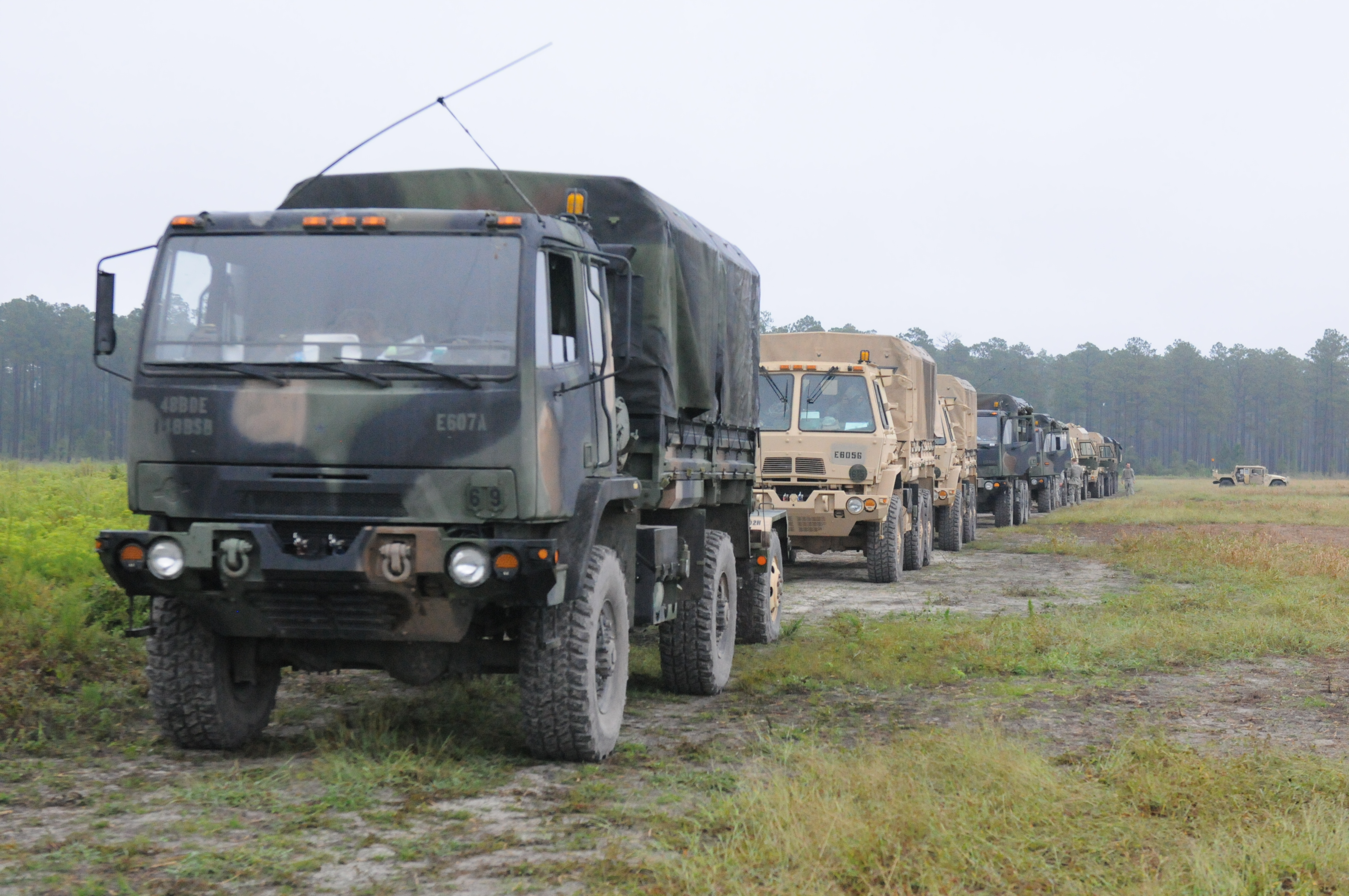
FMTV[9] - 積載量2.5トン／5トンの軍用トラックシリーズ。アメリカ陸軍等で採用。
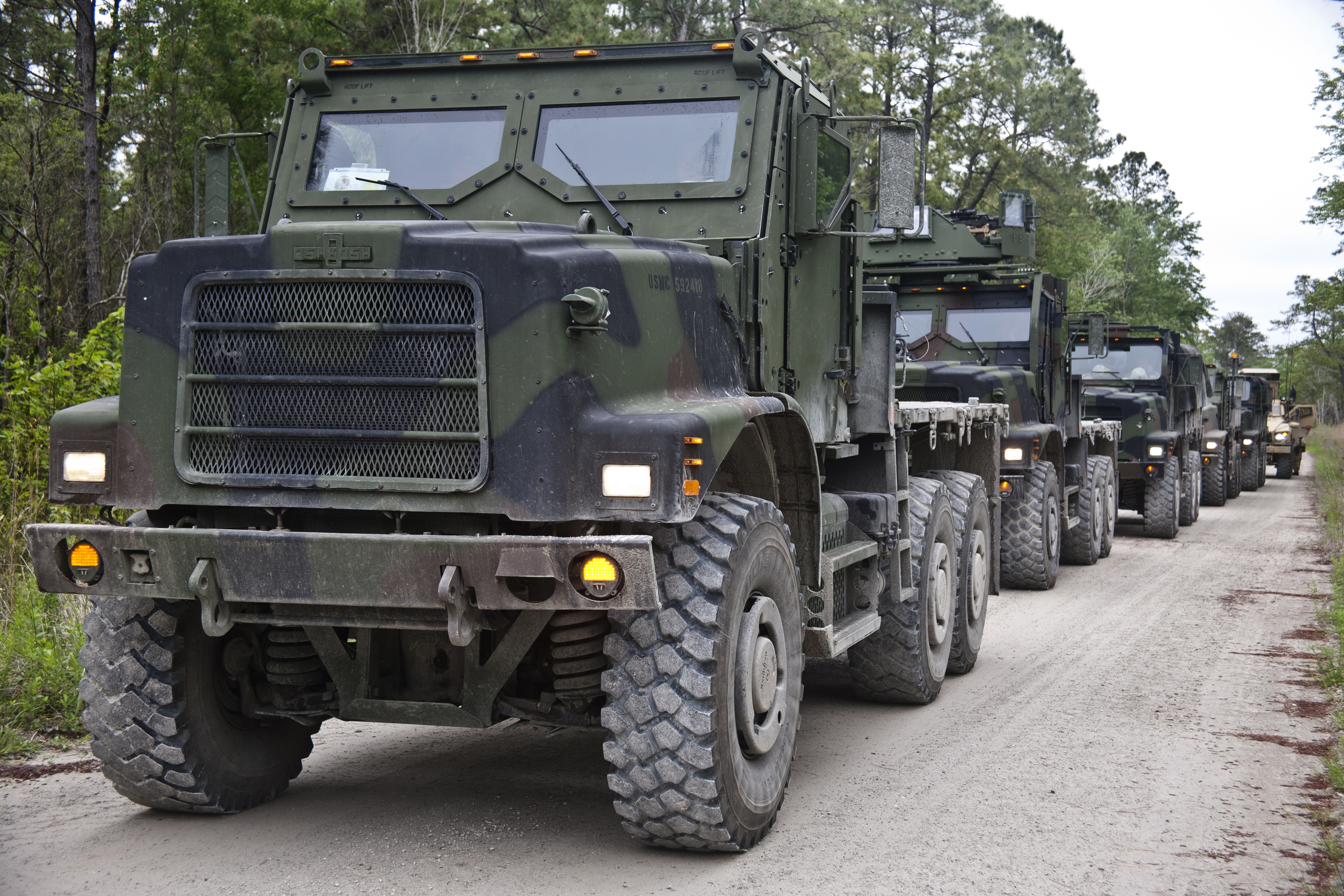
MTVR[9] - 積載量約7トンの軍用トラックシリーズ。アメリカ海兵隊および海軍などで採用。
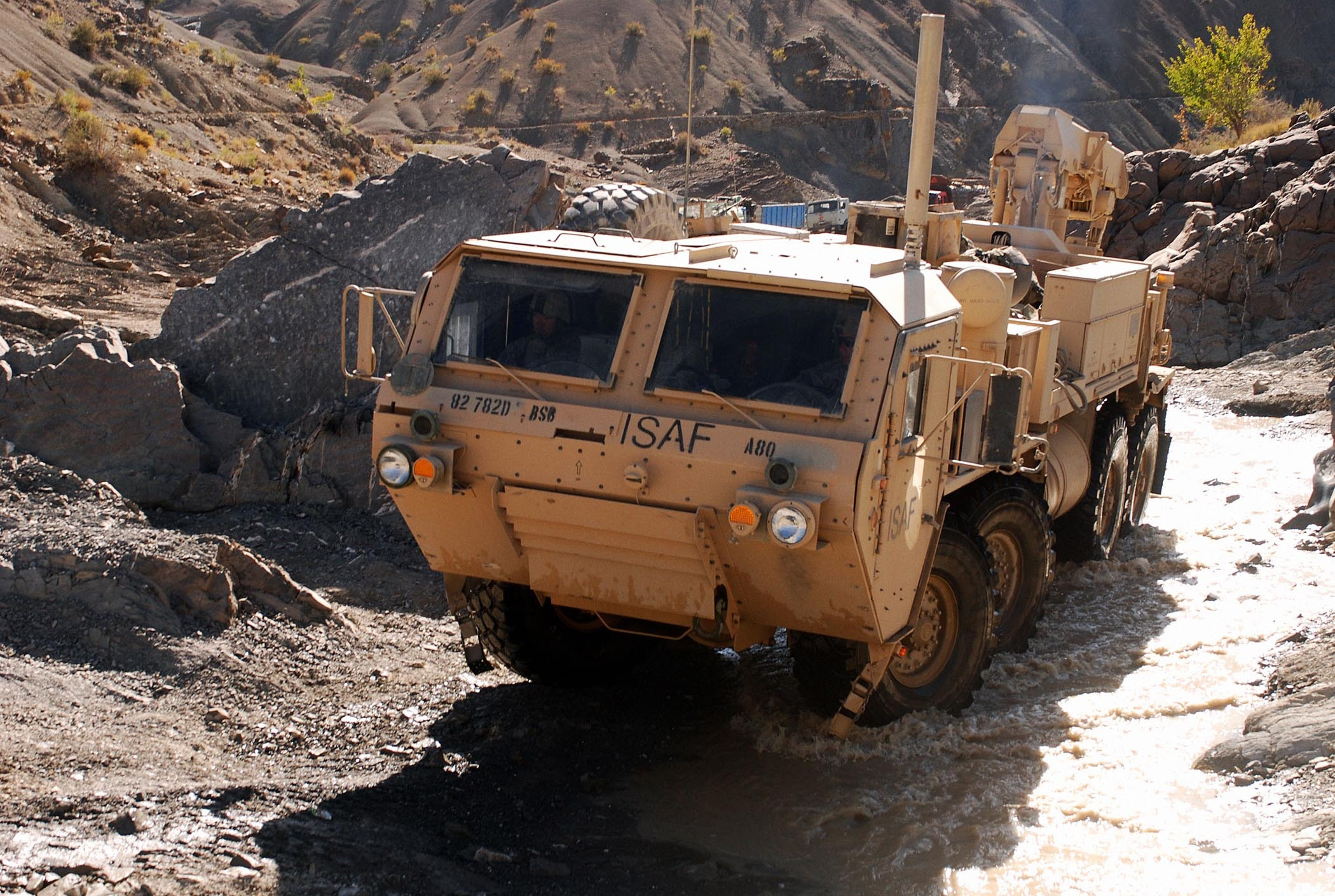
HEMTT[9] - 積載量約10トンの大型軍用トラック。アメリカ陸軍、イスラエル国防軍などで採用。
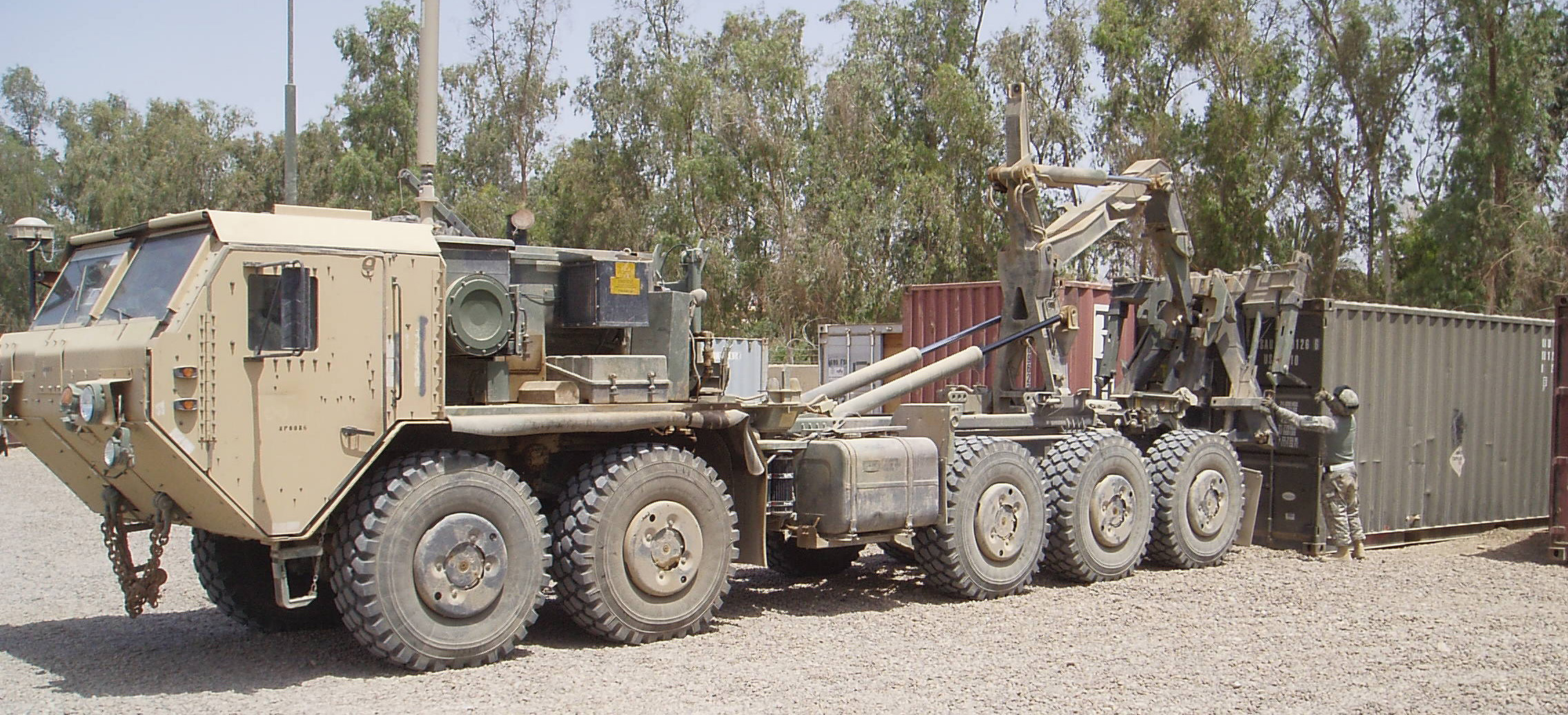
PLS
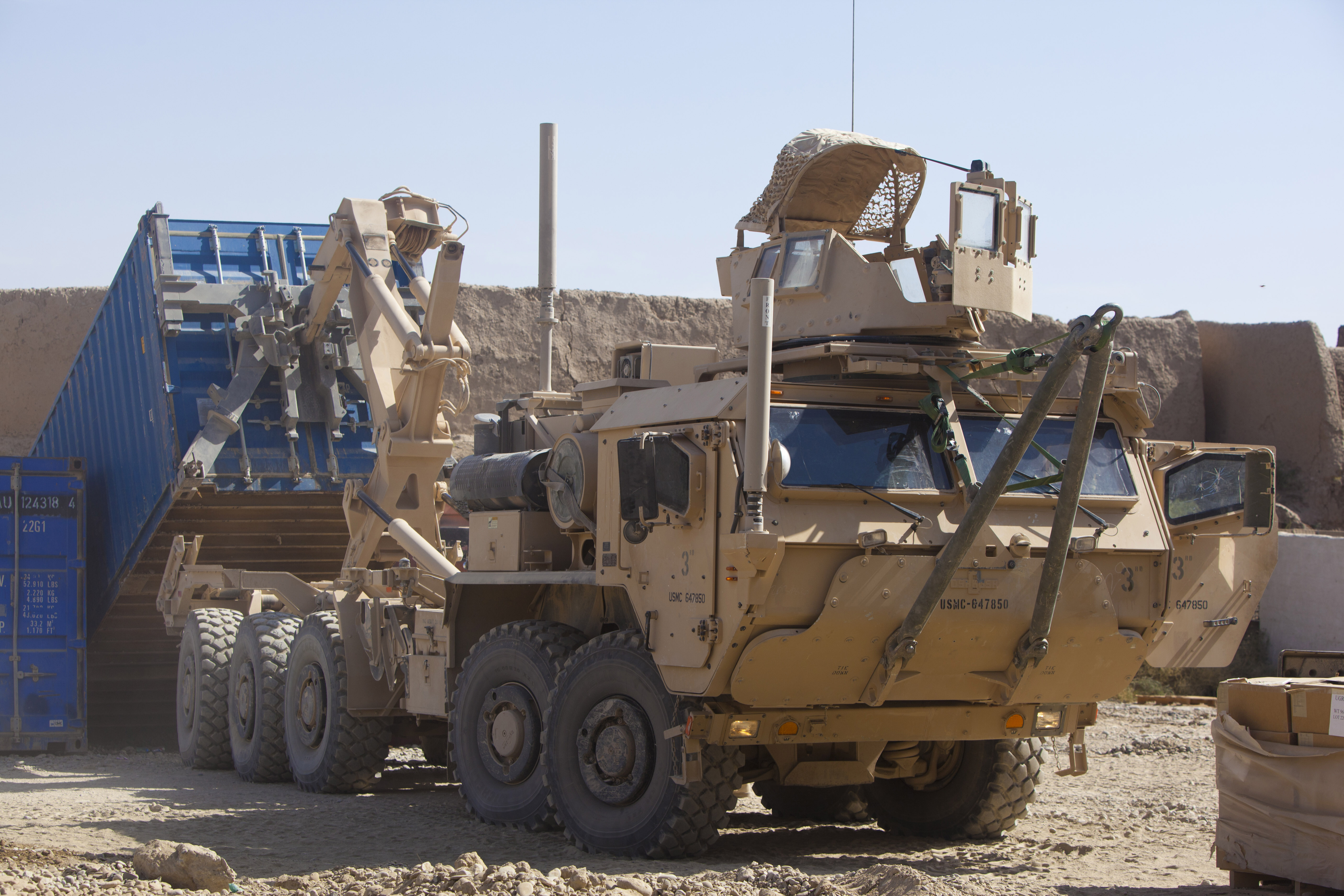
PLS（英語版）[9] - 積載量約16トンの大型軍用トラック。
- LVS[9] - 積載量約10～20トンの大型軍用トラック。海兵隊が採用。改良型に"LVSR"がある。
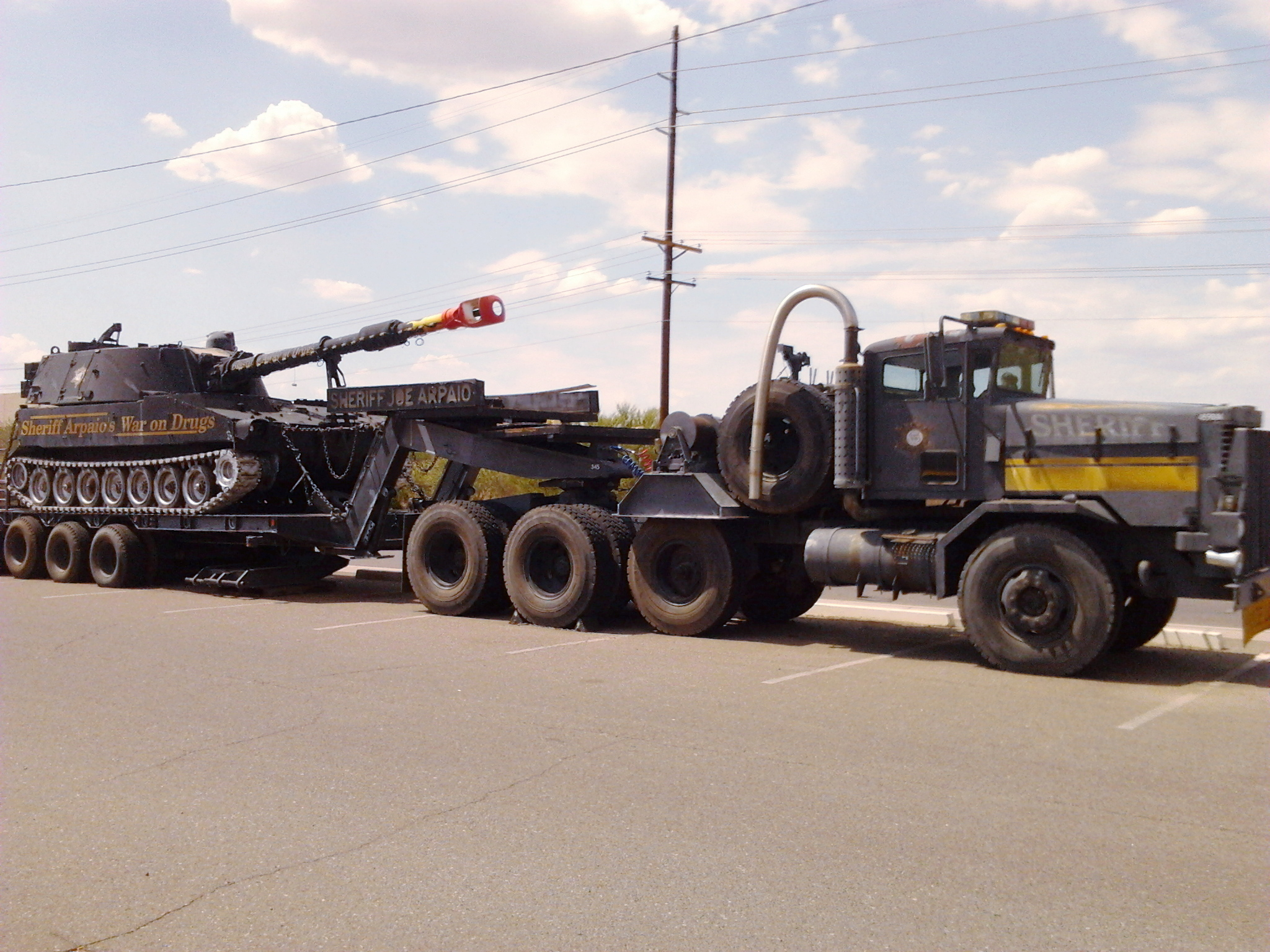
M911 C-HET[9] - 戦車運搬車。
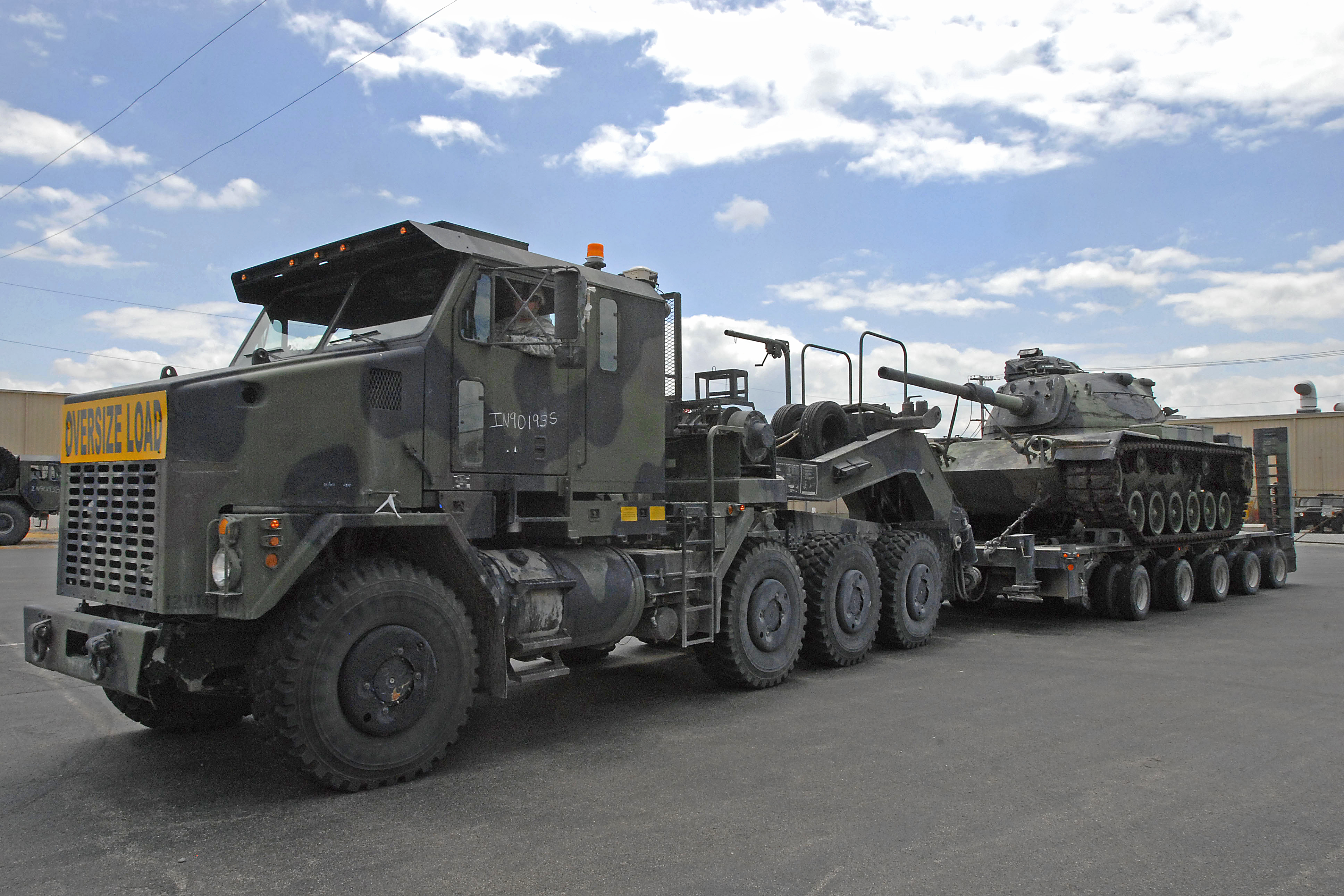
M1070 HETS（英語版）[9] - 戦車運搬車。
- テラマックス[9] - MTVRをベースに開発された無人自動車。

### ファイア・アンド・エマージェンシー
- 救急車
- レッカー車
- タンクローリー
- 消防車
- 空中消火用設備
- 空港用化学消防車
  - 救難消防車 - 陸上自衛隊で使用される空港用化学消防車。グローバル・ストライカー（英語版）が救難消防車IB型として2013年より採用されている。
  - 破壊機救難消防車A-MB-2 - 航空自衛隊で使用される空港用化学消防車。グローバル・ストライカーが救難消防車IB型として同じく採用された。
- スノープラウ、冬季作業車両

### コマーシャル
- クレーン車
- ミキサー車
- ホイールローダー
- コンパクター
- エアコンプレッサー

## 画像

### ディフェンス
- L-ATV
- M-ATV
- サンドキャット
- FMTV
- MTVR
- HEMTT
- PLS（英語版）
- LVSR
- M911 C-HET
- M1070 HETS（英語版）

### ファイア・アンド・エマージェンシー

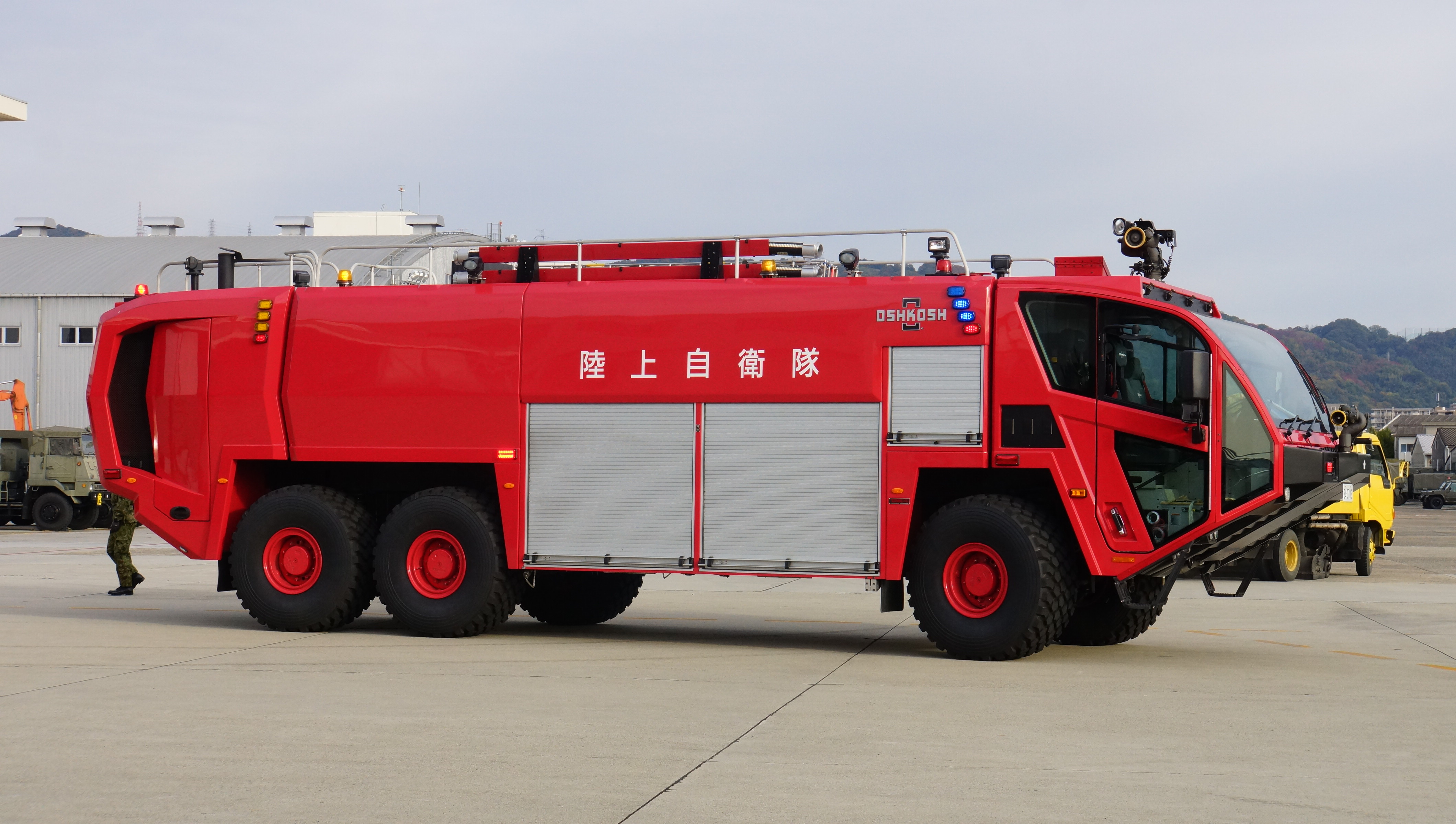
陸上自衛隊の5000L級救難消防車IB型として採用されたグローバル・ストライカー3000。八尾駐屯地、2014年。
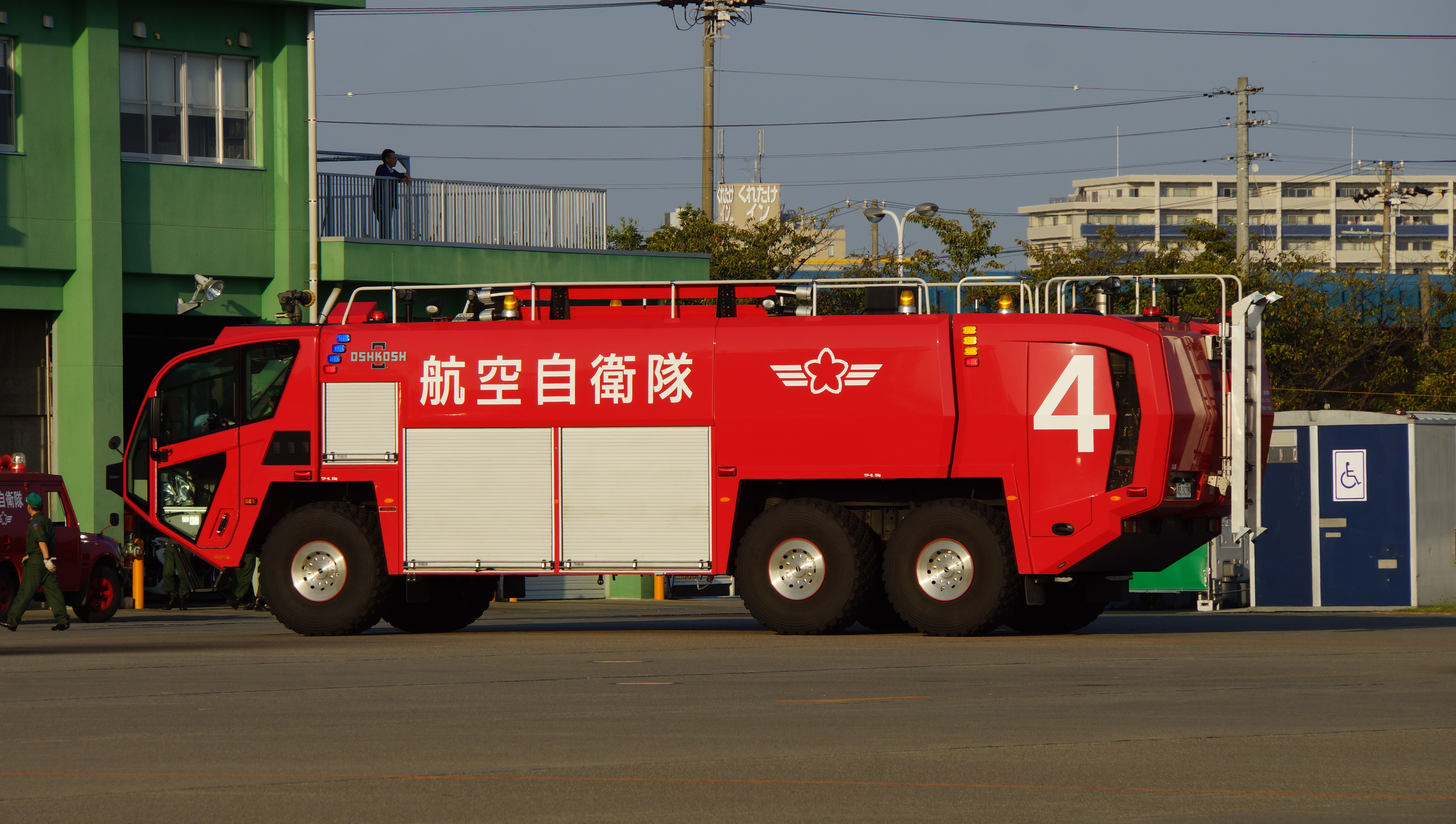
航空自衛隊の破壊機救難消防車A-MB-2として採用されたグローバル・ストライカー3000。浜松基地、2014年。
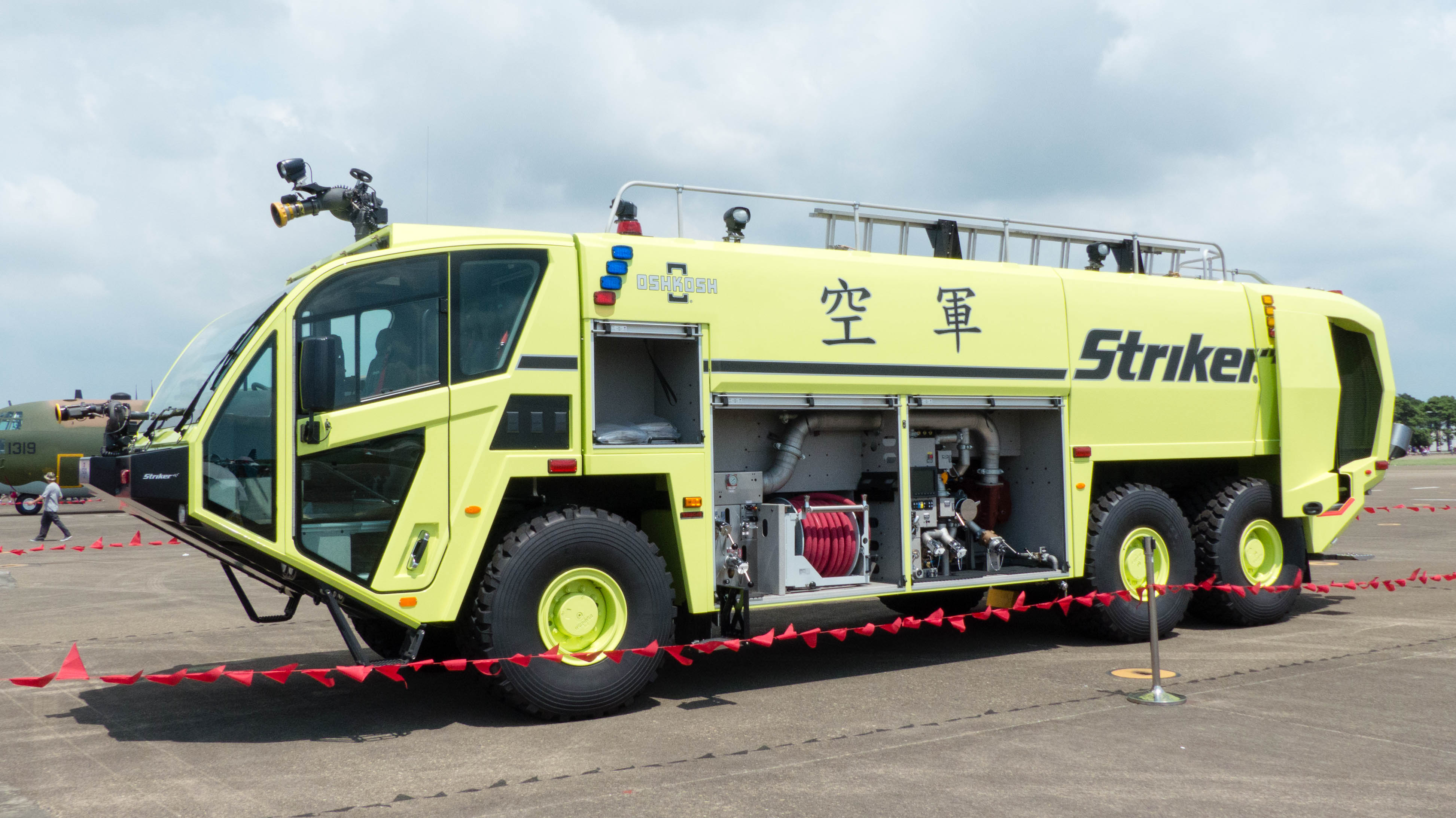
台湾空軍の基地で展示されているストライカー3000消防車。2014年。
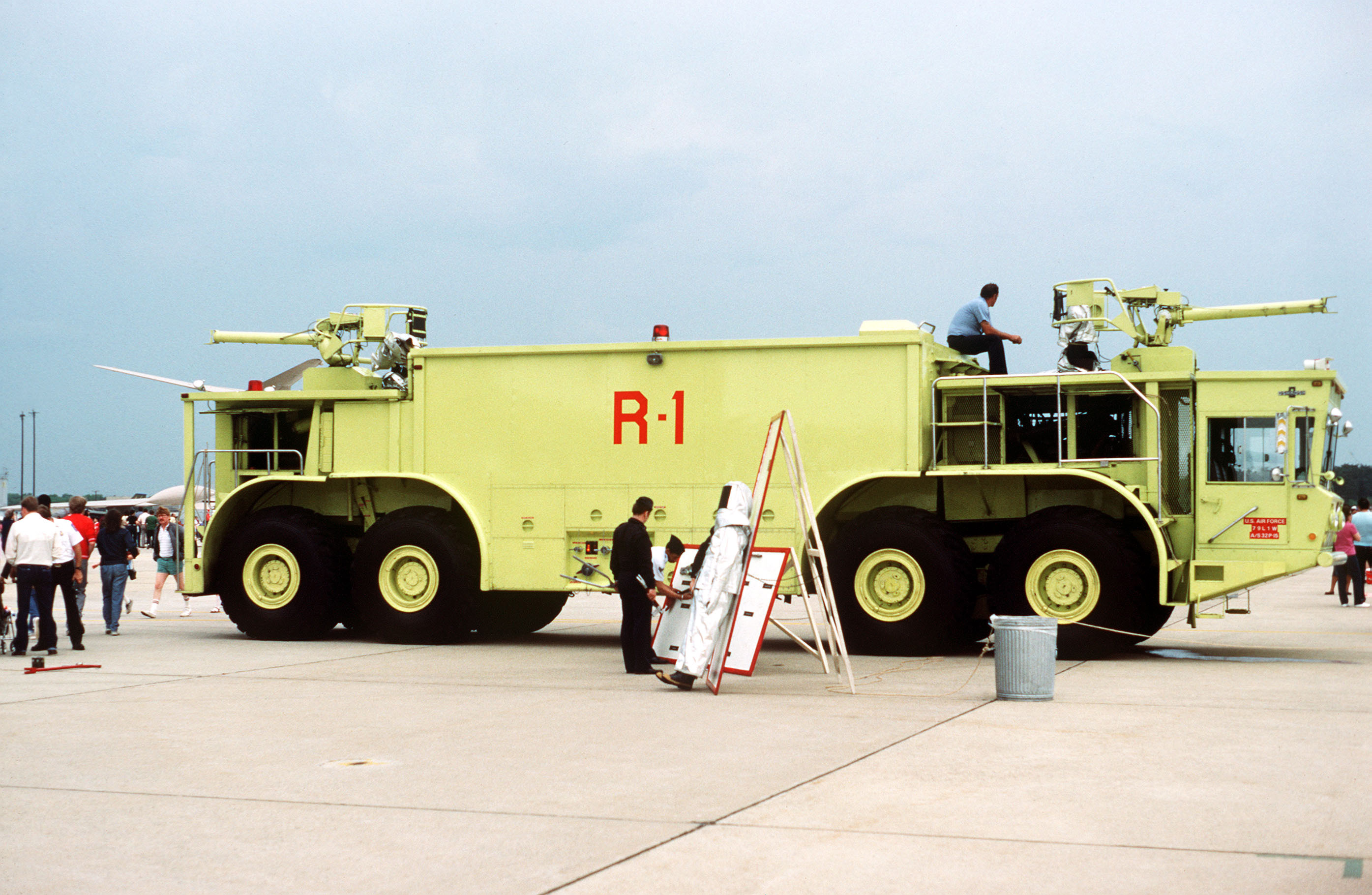
アメリカ空軍で使用されるP-15消防車。
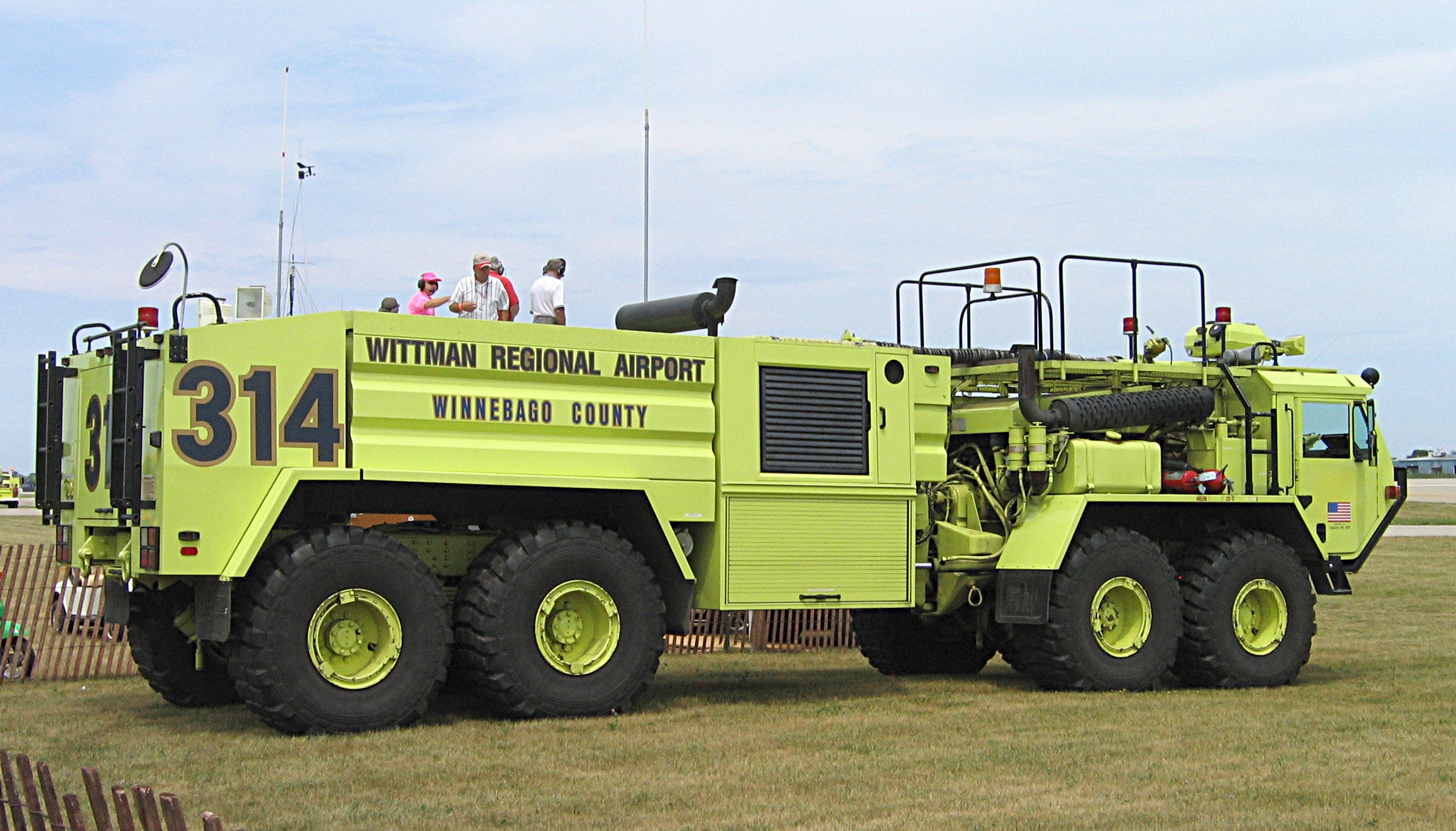
HEMTT重輸送トラックと同型の車体を持つ大型消防車。
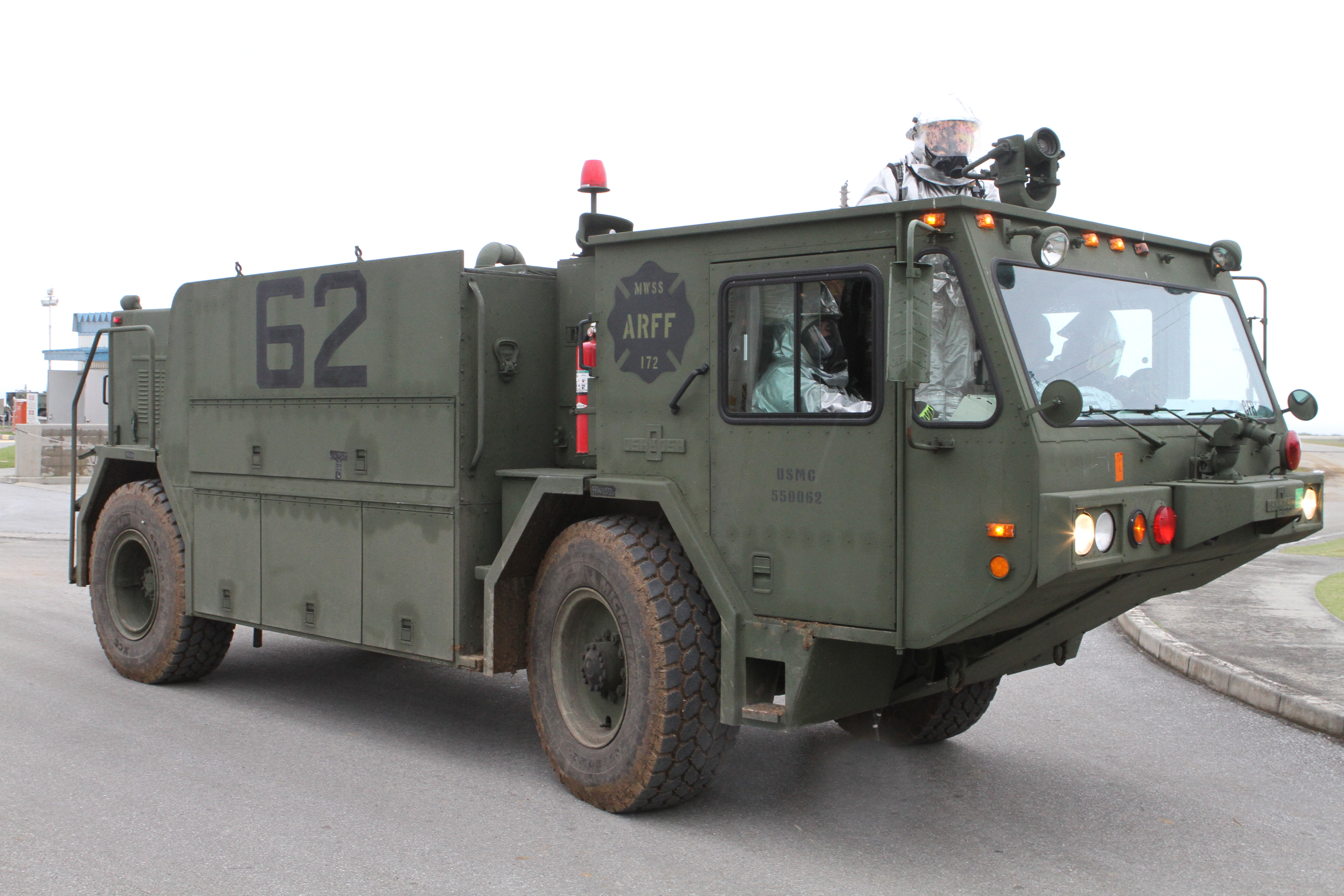
アメリカ海兵隊で使用されているP-19消防車。
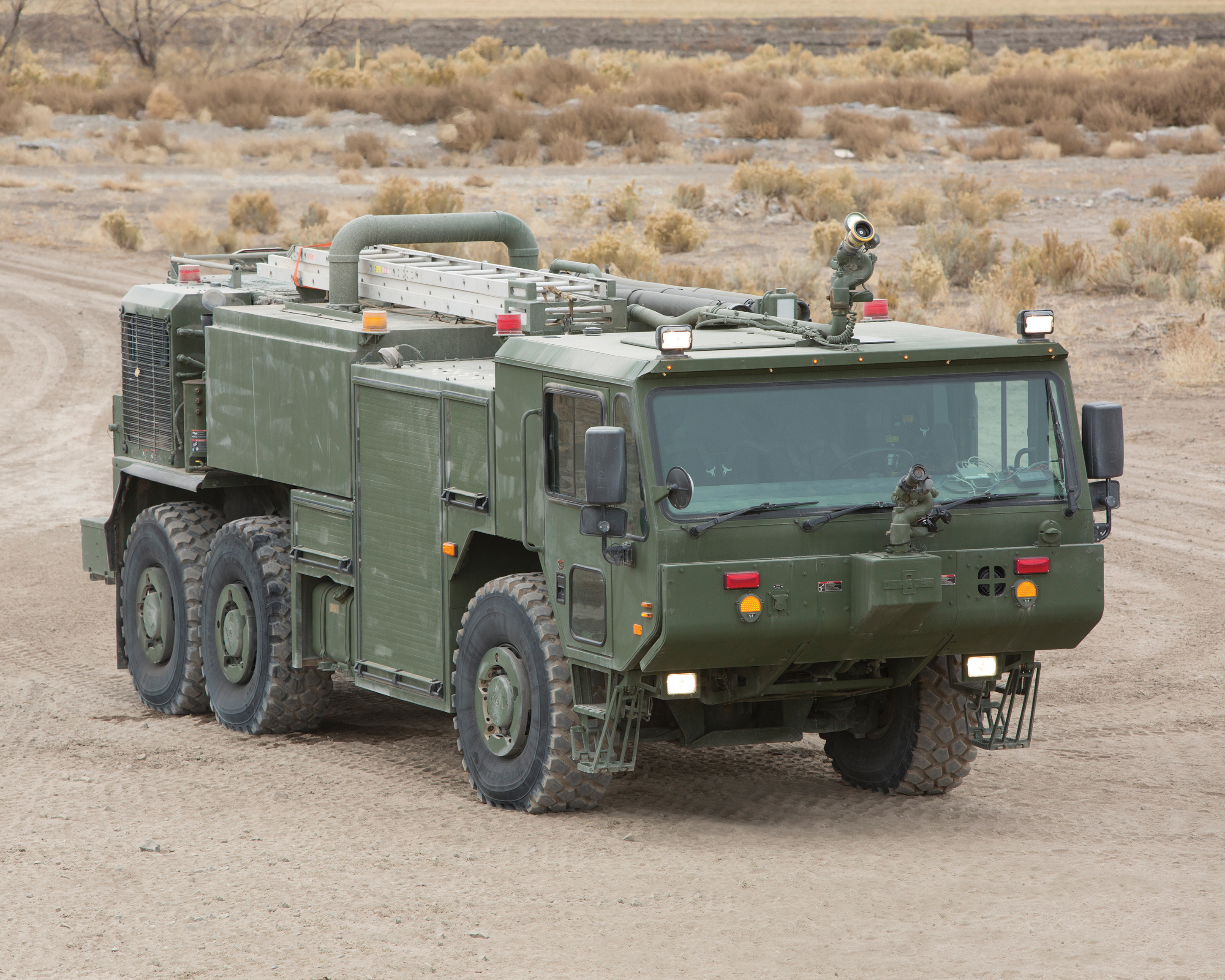
アメリカ海兵隊で採用された最新型のP-19R消防車。RはReplacementを意味する。